# Xã Alberta, Quận Benton, Minnesota
Xã Alberta (tiếng Anh: Alberta Township) là một xã thuộc quận Benton, tiểu bang Minnesota, Hoa Kỳ. Năm 2010, dân số của xã này là 818 người.